# Josef Kalousek
Josef Kalousek (2. dubna 1838 Vamberk – 22. listopadu 1915 Praha) byl český historik, docent a profesor českých dějin na Karlově univerzitě v Praze.

## Život
Josef Kalousek se narodil v chudé rolnické rodině ve Vamberku. Po absolvování obecné a měšťanské školy se vyučil tkalcovskému řemeslu. Po maturitě na reálce v Ječné v roce 1852, studoval na Technické universitě ve Vídni, kde roku 1859 vyhrál cenu vypsanou vídeňským měšťanem Šebkem za nejlepší stylisticky čistou práci českých žáků na vídeňských školách, kterou věnoval Jiřímu z Poděbrad. Kalousek studoval nejdříve polytechniku, později přešel na žurnalistiku a historii. Za studií překládal pro Pražské noviny. Stal se předním českým historikem v období státoprávního zápasu, byl prvním životopiscem Františka Palackého, jeho pokračovatelem a vykladačem. Největší vliv mělo na Kalouska rostoucí národní hnutí, které proniklo v 60. letech 19. století na venkov. Stal se členem redakce staročeského časopisu Národ, kde uveřejňoval své příspěvky proticentralistického a protidualistického ražení. Žil v rodině Františka Ladislava Riegera v Praze, kde působil jako vychovatel Palackého vnučky Marie Riegrové, později provdané Červinkové.
V roce 1868 získal doktorát filosofie a na počátku 70. let 19. století, kdy česká inteligence věřila optimisticky ve státoprávní vyrovnání s Vídní, vydal jako čerstvě habilitovaný docent na pražské universitě svoji největší práci České státní právo (1871). Zde Kalousek poukázal na to, že české země byly vždy svébytným, státním, mezinárodně uznávaným útvarem a že nikdy nebyly skutečným lénem římskoněmecké říše.
Stal se velmi úspěšným obhájcem a bojovníkem za české státoprávní nároky proti tendenčním výkladům německých historiků. Jeho zájem o českou otázku ho přivedl i do politiky, v roce 1880 se stal zemským poslancem. V roce 1887 získal řádné členství v Královské české společnosti nauk, kde v letech 1883–1890 působil jako tajemník.
Zemřel tři roky před koncem 1. světové války, která znamenala také konec Rakouska-Uherska a vznik samostatného československého státu. Pohřben byl na Olšanských hřbitovech.

## Dílo
Byl autor břitkých polemik za národní zájmy (například O obraně knížete Václava svatého proti smyšlenkám a křivým úsudkům o jeho povaze, 1901, Karel IV., Otec vlasti, 1878, O historii kalicha v dobách předhusitských, 1881). Celý život obhajoval pravost Rukopisů.
Vedle prací zaměřených státoprávně se věnoval dějinám selského lidu, kde vytvořil rozsáhlou edici Řády selské a instrukce hospodářské (od 1905), které však nestačil dokončit. Kalouskovo historické dílo mělo ve své době značný ohlas. Jeho práce se vyznačovaly důkladností, promyšleností konstrukce i zpracováním.